# انیس خوری
انیس بن عید خوری (؟ - ۱۹۲۰ میلادی) نویسنده و ادبیات‌پژوه لبنانی بود. خاستگاهش اورشلیم بود، از این رو به خوری مَقدَسی نیز شهرت یافت. در دانشگاه آمریکایی بیروت درس خواند و ماهنامهٔ النفائس را چاپ کرد.